# Freedom Mobile
Freedom Mobile (precedentemente Wind Mobile) è una società di telecomunicazioni canadese di proprietà di Globalive che offre servizi di telefonia mobile.
Fondato nel 2008 da Globalive, Wind Mobile è uno dei tanti nuovi operatori di telefonia mobile lanciati in Canada nel 2008 dopo un'iniziativa del governo per incoraggiare la concorrenza nel settore wireless insieme a Mobilicity (poi acquisita da Rogers Communications) e Public Mobile (in seguito acquisita da Telus). Inizialmente ha lanciato servizi mobili di dati e voce nella Greater Toronto e nell'area di Hamilton, in Ontario, il 16 dicembre 2009 e due giorni dopo a Calgary, in Alberta. Da allora, l'Ontario meridionale è stato l'obiettivo principale dell'espansione della rete: prima con Ottawa nel primo trimestre 2011, e poi con circa una mezza dozzina di regioni aggiuntive, la più recente è stata Brantford il 3 luglio 2014.